# 浦添市立浦西中学校
浦添市立浦西中学校（うらそえしりつ うらにしちゅうがっこう）は、沖縄県浦添市当山三丁目にある公立中学校。略称は「浦西中」。

## 沿革

### 経緯
- 1992年に開校。市内では新しい中学校である。浦添市立浦添中学校から分離し、現在浦添市立当山小学校のみからの進学（正しくは一部に浦添市立前田小学校出身者もいる）のため、生徒数は比較的少ない（3学年合計約400名）。

### 年表
- 1991年11月1日 - 浦添市学校設置条例により、浦添市立浦西中学校新設を決定。
- 1992年4月1日 - 浦添中学校より分離、開校。
- 1992年4月3日 - 開校式典・祝賀会挙行。 学校図書館モデル研究校（1992年～1995年）。
- 1996年2月15日 - 創立5周年式典・祝賀会挙行。
- 2001年11月1日 - 創立10周年記念式典挙行。
- 2002年11月1日 - 全国中学校ハンドボール大会男子優勝。
- 2003年4月1日 - 学力向上フロンティアスクール（2005年～2006年）。

## 教育方針
教育目標
ふるさとに誇りを持ち未来を拓く心豊かでたくましい生徒を育成する

### 重点目標
- 学習指導の充実
- 生徒指導の充実
- 健康・安全教育の充実
- 学習環境の整備・美化と学校運営の改善
- 特色ある学校づくり
- 社会的な要請課題への対応

## 学校行事
- 4月　入学式歓迎セレモニー、生徒会執行委員リーダー研修、生徒会加入式
- 5月　生徒総会
- 6月　鏡ヶ丘養護学校との交流会、中体連選手激励会
- 7月　県中体連選手激励会、夏季リーダー研修会の準備
- 8月　夏季リーダー研修
- 9月　浦添市小中陸上選手激励会
- 10月　地区陸上選手激励会、県陸上選手激励会
- 11月　地区駅伝大会選手激励会、修学旅行壮行会
- 12月　合唱コンクール、生徒会冊子の作成、生徒会選挙
- 1月　役員引き継ぎ
- 2月　3年生受験エール、卒業式テーマ
- 3月　卒業式

## 生徒会・部活動

### 生徒会
委員会
- 中央委員会
- 生活委員会
- 報道委員会
- 美化委員会
- 保健委員会
- 体育委員会
- 図書委員会
- 放送委員会
- 給食委員会
- 学習委員会

活動
- 生徒総会
- リーダー研修

### 部活動・同好会
体育系
- 卓球部
- 野球部
- サッカー部
- バレーボール部（女）
- バスケット部（男・女）
- テニス部  （男・女）
- ハンドボール部（男・女）
- バドミントン部（男女）
- ダンス部

文化系
- 吹奏楽部
- デザイン部

## アクセス

### 自転車
自転車での通学は禁止

### 路線バス
浦西団地入口(徒歩2~3分)・前田入口バス停(徒歩4~5分)
- 25番 (普天間空港線)　那覇バス
- 56番 (浦添線)　琉球バス交通（浦西団地入口バス停は西原行きのみ停車）

## 著名な卒業生
- 金城茂之 - プロバスケットボール選手（琉球ゴールデンキングス所属）：2000年卒業